# Kentingia corticola
Kentingia corticola är en svampart som beskrevs av Sivan. & W.H. Hsieh 1989. Kentingia corticola ingår i släktet Kentingia, klassen Dothideomycetes, divisionen sporsäcksvampar och riket svampar.   Inga underarter finns listade i Catalogue of Life.